# Mirela Gawłowska
Mirela Gawłowska – polska łyżwiarka figurowa, startująca w konkurencji solistek. Uczestniczka mistrzostw Europy i świata, 6-krotna mistrzyni Polski (1983, 1985–1989).

## Osiągnięcia
| Zawody             | 82–83          | 83–84          | 84–85          | 85–86          | 86–87          | 87–88          | 88–89          |                |                |                |                |                |                |                |                |                |                |
| Międzynarodowe     | Międzynarodowe | Międzynarodowe | Międzynarodowe | Międzynarodowe | Międzynarodowe | Międzynarodowe | Międzynarodowe | Międzynarodowe | Międzynarodowe | Międzynarodowe | Międzynarodowe | Międzynarodowe | Międzynarodowe | Międzynarodowe | Międzynarodowe | Międzynarodowe | Międzynarodowe |
| ------------------ | -------------- | -------------- | -------------- | -------------- | -------------- | -------------- | -------------- | -------------- | -------------- | -------------- | -------------- | -------------- | -------------- | -------------- | -------------- | -------------- | -------------- |
| Mistrzostwa świata |                |                |                |                |                | 23             |                |                |                |                |                |                |                |                |                |                |                |
| Mistrzostwa Europy |                |                |                |                | 18             | 15             | WD             |                |                |                |                |                |                |                |                |                |                |
| Prague Skate       |                |                |                |                |                |                | 5              |                |                |                |                |                |                |                |                |                |                |
| Blue Swords        | 9              |                |                |                |                |                |                |                |                |                |                |                |                |                |                |                |                |
| Krajowe            |                |                |                |                |                |                |                |                |                |                |                |                |                |                |                |                |                |
| Mistrzostwa Polski | 1              |                | 1              | 1              | 1              | 1              | 1              |                |                |                |                |                |                |                |                |                |                |